# جزية المئة عذرية
يعتبر دفع جزية المئة عذرية (بالإسبانية: Tributo de las cien doncellas) قصة إسطورية (لكنها اتخذت في وقتٍ ما تاريخيًا) عن  جزية سنوية من مئة عذرية من مسيحي منطقة إسبانيا الشمالية (أستورياس) لمسلمي منطقة الأندلس، ونصفهم مولودين من عرق ملكي؛ للمحافظة على استقلالية مملكة أستورياس ولا تخضع مرة أخرى، دفع ملك أستورياس المسيحي عن منطقة شمال شرق إسبانيا، حسب الأسطورة الوهمية، تلك الجزية لإمارة قرطبة الحاكمة والمجاورة له.
وتلك الجزية يطلق عليها "ملفقة تاريخيًا ولكن بشكل فكري دقيقة، ولعبت دورًا مخادعًا في تشكيل وتأكيد فكرة سقوط الأندلس في أواخر العصور المتوسطة وما زالت تحتل موقع قوي في ذاكرة الثقافة الوطنية الإسبانية حتى يومنا هذا.
في 783 بعد الميلاد، نجح الملك موريجاتوس الأستورياسي في خلافة المملكة بمساعدة أمير قرطبة عبد الرحمن الداخل. ووفقًا للأسطورة، طالب عبد الرحمن من موريجاتوس دفع جزية سنويًا للإمارة تتألف من 50 شخصية ملكية و50 شخصية من طبقة متدنية من العذارى لمساعدته في خلافة المملكة. في 788 بعد الميلاد، ثار كل من كونت آريس وكونت أوفيجو على ملك موريجاتوس وقتله ثارًا لثقته بالموريين في تلك الجزية المنفرة. وكان خليفة الملك ويدعى برمودو الأول ملك أستورياس حاول التفاوض لتكون الجزية أموالًا في المقابل، وجاء بعد بيرمودو الملك ألفونسو الثاني ملك أستورياس ولُقب «العفيف» الذي رفض فكرة الجزية واضطر إلى استخدام القوة العسكرية، فنجح في كسب معركة لودوس وقتل قائد موجات الموري، ونتيجة لذلك نجح في تحقيق هدفه وهو لا مزيد من دفع الجزية. أما عن الملك راميرو الأول الأستورياسي بتعاون مع برناردو ديل كابريو، فقد هزم الموريون في معركة كلافيخو الأسطورية؛ ونتج عن ذلك، تزعزع ملوك المور بسبب نمو القوة العسكرية لمسيحي منطقة الشمال واضطر إلى التنازل عن طلبات دفع الجزية.
وجاء في الهجوم الخفي على فسوق الموريون في تلك الأسطورة، وخاصة فيما يتعلق بالعذارى. (وكان فجور الموريون الجنسي أو خلاعة الجنسية المزعومة مفتاحًا رئيسًا في هجمات المسيحين عليهم وحثهم على اسقاط الأندلس) وكان يقال بإن أحد خلفاء ملك عبد الرحمن ويدعى عبد الرحمن الأوسط خفض عدد مشاركته للعذارى فقط فعلى سبيل المثال لم يقم بعلاقة حب مع امرأة مرتين لأنه كان يفضل التنويع. انظر بالإسباني: (es:Abderramán II#Familia e hijos). ويجب أن يُذكر بأن أسطورة جزية المائة عذرية لم تبدأ أثناء عصر الملك عبد الرحمن الأول ولكنه بعده بكثير.